# Odczyn wiązania dopełniacza
Odczyn wiązania dopełniacza (OWD) – technika immunologiczna umożliwiająca wykrycie i określenie antygenu lub przeciwciała w badanym materiale (surowicy).
Wykorzystuje się zdolność dopełniacza do lizy kompleksu: krwinka czerwona + swoiste przeciwciało. Odczyn jest dwustopniowy i zawiera układ testujący: surowica badana pozbawiona własnego dopełniacza (podgrzana wcześniej do temp. 56°C) + antygen + dopełniacz, inkubacja,
następnie dodaje się system wykrywający: krwinki czerwone owcy + przeciwciała swoiste (amboceptor króliczy). Brak hemolizy świadczy o obecności poszukiwanych przeciwciał – odczyn dodatni, obecność hemolizy – odczyn ujemny. Prawidłowe wykonanie odczynu wymaga odpowiednich kontroli i precyzyjnej standaryzacji. Do niedawna był stosowany w diagnostyce kiły jako tzw. odczyn Wassermana (jakościowy) lub Kolmera (ilościowy).

## Określenie antygenu w badanym materiale
1. Do probówek lub studzienek płytki wlewa się kolejne (najczęściej podwójne) rozcieńczenia antygenu i stałą ilość inaktywowanej (pozbawionej dopełniacza) surowicy (źródła przeciwciał).
2. Jeśli w badanym materiale występuje poszukiwany antygen – powstają kompleksy antygen – przeciwciało.
3. Następnie dodajemy źródło komplementu (świeża surowica świnki morskiej) – ilość, która jest potrzebna do lizy krwinek dodawanych w ostatnim etapie. Jeżeli w mieszaninie znajdują się kompleksy antygen-przeciwciało to dopełniacz zostaje związany czyli "zużyty".
4. Dodajemy erytrocyty baranie i inaktywowaną surowicę królika jako źródło przeciwciał dla nowo wprowadzonych antygenów. Dochodzi do opłaszczenia erytrocytów przeciwciałami. Obserwowany efekt daje wynik testu. Jeśli zachodzi hemoliza oznacza to, że kompleks antygen (tu: erytrocyt) – przeciwciało dołączył dopełniacz. A więc wolny dopełniacz był obecny = nie został  "zużyty" wcześniej. Nie powstały kompleksy antygen przeciwciało. Zatem w badanym materiale brak poszukiwanych antygenów.Wynik testu określamy jako UJEMNY.
5. Odwrotnie jeśli nie obserwujemy hemolizy, znaczy to, że dopełniacz został związany wcześniej przez kompleks poszukiwanego antygenu z przeciwciałem obecnym w surowicy. Wynik testu jest DODATNI.

## Określenia przeciwciała w badanej surowicy
Jeżeli poszukujemy przeciwciał to zamiast kolejnych rozcieńczeń antygenu przygotowujemy rozcieńczenia (również podwójne) surowicy i dodajemy stałą ilość antygenu.

Przeczytaj ostrzeżenie dotyczące informacji medycznych i pokrewnych zamieszczonych w Wikipedii.